# Endgame (Megadeth)
Endgame è il dodicesimo album in studio del gruppo musicale thrash metal Megadeth, pubblicato l'11 settembre 2009. Quest'album è il primo insieme al chitarrista Chris Broderick dopo l'abbandono di Glen Drover.
Ad aprile 2011 l'album ha venduto oltre 150 000 copie negli Stati Uniti.

## Produzione
Il 27 maggio 2009 Dave Mustaine ha confermato la presenza di 12 brani nell'album, mentre il 18 giugno è stato rivelato il nome dell'album, il quale conterrà una traccia omonima. Il 27 luglio è stato rivelata la copertina dell'album, la cui copertina e il booklet interno sono legati al tema di Endgame e lo sfondo delle fotografie interne, riproducente delle carceri, ricorda la copertina dell'album Countdown to Extinction; ideata da Mustaine, è opera di John Lorenzi.

## Promozione
Il primo singolo di quest'album è stato Head Crusher; con l'accordo della Roadrunner Records è stato possibile il download di questa traccia il 7 luglio per 24 ore, dalle ore 11 (17 ora italiana). La traccia è stata resa nota dal numero di cellulare di Dave Mustaine attraverso la TheLiveLine.com. Il 16 agosto è stata resa pubblica in streaming per i membri del fan club del gruppo la traccia 1.320. L'11 settembre esce il video di Head Crusher, seguito da quello di The Right to Go Insane.

## Tracce
Testi e musiche di Dave Mustaine, eccetto dove indicato.
1. Dialectic Chaos – 2:24
2. This Day We Fight! – 3:31
3. 44 Minutes – 4:37
4. 1,320' – 3:51
5. Bite the Hand – 4:01
6. Bodies – 3:34
7. Endgame – 5:52
8. The Hardest Part of Letting Go... Sealed with a Kiss – 4:42 (musica: Mustaine, Chris Broderick)
9. Head Crusher – 3:26 (musica: Mustaine, Shawn Drover)
10. How the Story Ends – 4:47
11. The Right to Go Insane – 4:20

Traccia bonus nell'edizione giapponese
1. Washington Is Next! (Live) – 5:31

## Formazione
- Dave Mustaine – voce, chitarra
- Chris Broderick – chitarra
- James Lomenzo – basso
- Shawn Drover – batteria